# Antrim (New Hampshire)
Antrim is een plaats (town) in de Amerikaanse staat New Hampshire, en valt bestuurlijk gezien onder Hillsborough County.

## Demografie
Bij de volkstelling in 2000 werd het aantal inwoners vastgesteld op 2449.

## Geografie
Volgens het United States Census Bureau beslaat de plaats een oppervlakte van
94,5 km², waarvan 92,4 km² land en 2,1 km² water.

## Plaatsen in de nabije omgeving
De onderstaande figuur toont nabijgelegen plaatsen in een straal van 28 km rond Antrim.